# Perilitus gastrocoelus
Perilitus gastrocoelus är en stekelart som först beskrevs av De Saeger 1946.  Perilitus gastrocoelus ingår i släktet Perilitus och familjen bracksteklar. Inga underarter finns listade i Catalogue of Life.